# Konstantin Tioukavine
Konstantin Aleksandrovitch Tioukavine (en russe : Константин Александрович Тюкавин), né le 22 juin 2002 à Kotlas (Russie), est un footballeur international russe qui évolue au poste d'avant-centre au Dynamo Moscou.

## Biographie

### Carrière en club
Fils du célèbre joueur de bandy Aleksandr Tioukavine (ru), Konstantin Tioukavine naît le 22 juin 2002 dans la ville de Kotlas, dans l'oblast d'Arkhangelsk alors que son père évolue encore au Vodnik Arkhangelsk (en). Il suit par la suite ce dernier à Moscou lors de son transfert au Dynamo Moscou (en) et finit par intégrer le centre de formation de la section footballistique du club en 2009. En 2019, il est notamment élu meilleur jeune joueur de la ville de Moscou dans la catégorie des joueurs nés en 2002.
Tioukavine fait ses débuts au niveau professionnel le 10 août 2020, à l'âge de 18 ans, sous les couleurs de la deuxième équipe du Dynamo Moscou à l'occasion de la première journée du championnat de troisième division contre le Torpedo Vladimir. Il s'illustre alors immédiatement en étant buteur dès la 8e minute tandis que les siens s'imposent 2-1 par la suite. Le reste des mois d'août à octobre le voit par la suite totaliser six buts en onze rencontres, incluant un doublé contre le Louki-Energia Velikié Louki le 13 octobre.
Fort de ces performances aux échelons inférieurs, Tioukavine finit par faire ses débuts avec l'équipe première du Dynamo le 1er novembre 2020 à l'occasion d'une victoire 2-1 contre le FK Tambov. Il apparaît par la suite de manière régulière, généralement en entrant en jeu en cours de rencontre, et marque son premier but le 20 février 2021 contre le Spartak Moscou dans le cadre de la Coupe de Russie (victoire 2-0) avant d'ouvrir son compteur en championnat le 18 mars 2021 face au FK Krasnodar, permettant aux siens de l'emporter sur le score de 3-2 et lui valant d'être élu homme du match. Auteur d'un troisième et dernier but contre Oufa le 3 avril, il termine sa première saison sur un bilan en championnat de trois buts en quinze matchs.
Après avoir prolongé son contrat au club pour trois années supplémentaires durant l'été 2021, Tioukavine entame la saison 2021-2022 en étant buteur dès la première journée face à Rostov le 23 juillet. Ses performances lui valent d'être appelé pour la première fois en sélection un mois plus tard.

### Carrière en sélection
Déjà convoqué à plusieurs reprises au sein des sélections de jeunes de la Russie jusqu'aux moins de 18 ans, Tioukavine est appelé pour la première fois avec l'équipe espoirs en mars 2021 pour la phase finale du Championnat d'Europe 2021 afin de pallier le forfait de Konstantin Kuchayev. Il prend par la suite part aux trois rencontres de la phase de groupes qui s'achèvent cependant sur l'élimination des Russes.
Le 16 août 2021, Tioukavine est convoqué pour la première fois avec la sélection A par Valeri Karpine dans le cadre des éliminatoires de la Coupe du monde 2022. Il fait par la suite ses débuts avec la Sbornaïa le 4 septembre en entrant en jeu face à Chypre à la place de Fiodor Smolov tandis que les siens s'imposent 2-0,.
Après ce bref passage chez les seniors, il retrouve les rangs des espoirs en octobre et novembre pour participer cette fois aux qualifications pour l'Euro 2023. À cette occasion, il inscrit notamment un doublé contre la Lituanie le 12 octobre (victoire 3-0) avant d'inscrire l'unique but de la victoire face à l'Espagne le 16 novembre,.

## Statistiques
| Saison                | Club                  | Championnat           | Championnat | Championnat | Coupe(s) nationale(s) | Coupe(s) nationale(s) | Russie | Russie | Total | Total |
| Saison                | Club                  | Division              | M.          | B.          | M.                    | B.                    | M.     | B.     | M.    | B.    |
| 2020-2021             | Dynamo-2 Moscou       | D3                    | 11          | 6           | -                     | -                     | -      | -      | 11    | 6     |
| Sous-total            | Sous-total            | Sous-total            | 11          | 6           | -                     | -                     | -      | -      | 11    | 6     |
| 2020-2021             | Dynamo Moscou         | D1                    | 15          | 3           | 2                     | 1                     | -      | -      | 17    | 4     |
| 2021-2022             | Dynamo Moscou         | D1                    | 30          | 6           | 6                     | 3                     | 1      | 0      | 37    | 9     |
| 2022-2023             | Dynamo Moscou         | D1                    | 28          | 6           | 10                    | 1                     | 2      | 0      | 40    | 7     |
| 2023-2024             | Dynamo Moscou         | D1                    | 30          | 15          | 8                     | 2                     | 2      | 1      | 40    | 18    |
| 2024-2025             | Dynamo Moscou         | D1                    | 18          | 7           | 3                     | 1                     | 1      | 0      | 22    | 8     |
| Sous-total            | Sous-total            | Sous-total            | 121         | 40          | 29                    | 8                     | 6      | 1      | 156   | 49    |
| Total sur la carrière | Total sur la carrière | Total sur la carrière | 132         | 46          | 29                    | 8                     | 6      | 1      | 167   | 55    |

## Palmarès
Dynamo Moscou
- Finaliste de la Coupe de Russie en 2022.